# Liao Fan

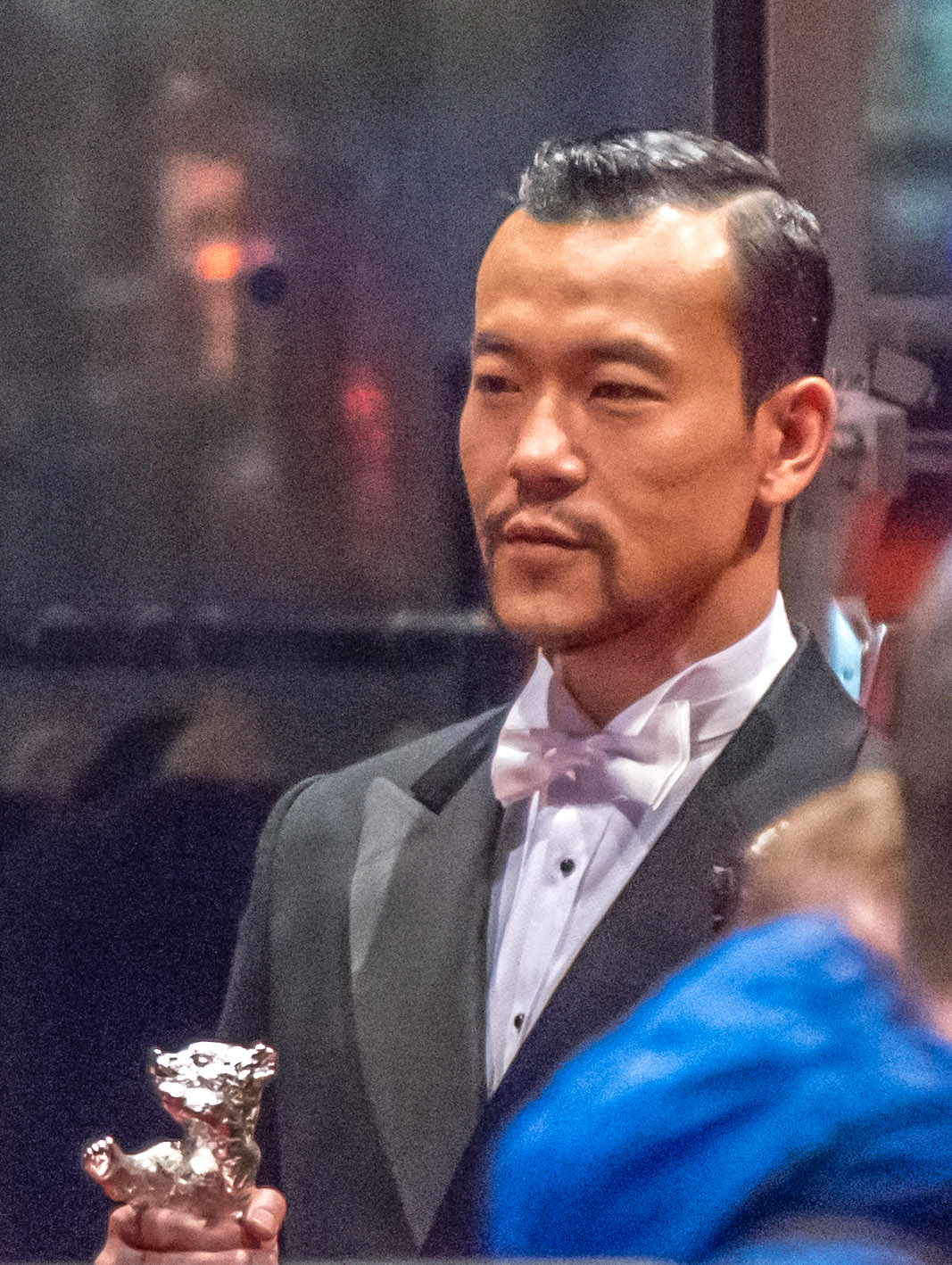
Liao Fan auf der Berlinale 2014 mit dem silbernen Bären für den besten Darsteller in Bairi yanhuo.

Liao Fan (chinesisch 廖凡, Pinyin Liào Fán; * 14. Februar 1974 in Changsha in der Provinz Hunan der Volksrepublik China) ist ein chinesischer Film- und Fernsehschauspieler.

## Biografie
Liao Fan besuchte von 1993 bis 1997 „die Shanghaier Hochschule für Dramaturgie“ (上海戏剧学院, englisch Shanghai Theatre Academy). Nach verschiedenen Rollen in Film und Fernsehen spielte er 2007 eine Hauptrolle in Assembly mit Feng Xiaogang in der Regie. Die Geschichte des Films zeigt eine Episode im chinesischen Bürgerkrieg zwischen der Kuomintang und der Volksbefreiungsarmee.
2008 spielte Liao Fan eine Hauptrolle in der Liebeskomödie Ocean Flame. Es handelt sich um die Verfilmung eines Romans von Wang Shuo, der auch das Drehbuch für den Film verfasste.
Für eine weitere Liebeskomödie If you are the One 2 arbeitete Liao Fan wieder mit Feng Xiaogang und Wang Shuo zusammen. 2012 spielte er im Jackie-Chan-Film Armour of God – Chinese Zodiac mit.
Seit 2014 ist Liao Fan im chinesischen Fernsehen in einer Hauptrolle in der Serie Meng’s Palace (海上孟俯 Hǎishàng Mèng Fǔ) zu sehen. Die Serie schildert die Geschichte einer konfuzianischen Beamtenfamilie in der ersten Hälfte des 20. Jahrhunderts.

## Filmografie (Auswahl)
- 2007: Assembly (集结号, „Jijiehao“)
- 2008: Ocean Flame (一半海水一半火焰, „Yiban haishui yiban huoyan“)
- 2010: If you are the One 2 (非诚勿扰2, „Feicheng wurao 2“)
- 2012: Armour of God – Chinese Zodiac (十二生肖, „Shi’er shengxiao“)
- 2014: Feuerwerk am helllichten Tage (白日焰火, „Bairi yanhuo“)
- 2018: Asche ist reines Weiß (江湖儿女, „Jianghu ernü“)
- 2019: Der See der wilden Gänse (南方车站的聚会, „Nanfang Chezhan de Juhui“)
- 2023: Tale of the Night (长沙夜生活, „Chángshā yèshēnghuó“)

## Auszeichnungen (Auswahl)
- 2014: Auf der Berlinale 2014 erhielt Liao Fan den  silbernen Bären für den besten Darsteller für seine Darstellung des Zhang Zili in Feuerwerk am helllichten Tage.[2][3][4][5]
- 2015: Asian Film Award: Bester Hauptdarsteller für Feuerwerk am helllichten Tage[6]